# Charlotte Kretschmann
Charlotte Kretschmann (ur. 3 grudnia 1909 we Wrocławiu, zm. 27 sierpnia 2024 w Kirchheimie unter Teck) – niemiecka superstulatka, W chwili śmierci była najstarszą osobą w Niemczech. 
Przeżyła 114 lat i 268 dni, co czyni ją po Auguście Holtz, drugą najdłużej żyjącą Niemką w historii.

## Życiorys
Kretschmann urodziła się 3 grudnia 1909 we Wrocławiu. Jej dziadkowie mieszkali na Pomorzu, gdzie prowadzili gospodarstwo rolne. 
W młodości uprawiała lekkoatletykę. W 1936 wyszła za mąż za Wernera Kretschmanna (1907–1996), z którym miała córkę Siegrid (1937–2019). W czasie II wojny światowej jej mąż został powołany do wojska i wysłany na front do Francji, początkowo pozostała z córką we Wrocławiu. Pod koniec wojny uciekła jednak przez Budweis do Stuttgartu.
Do 2014 mieszkała sama w swoim domu, następnie była pensjonariuszką domu seniora w Kirchheim unter Teck. Z pomocą wnuka prowadziła własne konto na platformie społecznościowej Instagram i była najstarszą żyjącą użytkowniczką serwisu.
Charlotte Kretschmann zmarła we śnie 27 sierpnia 2024 roku w wieku 114 lat i 268 dni. 